# Sweet Track

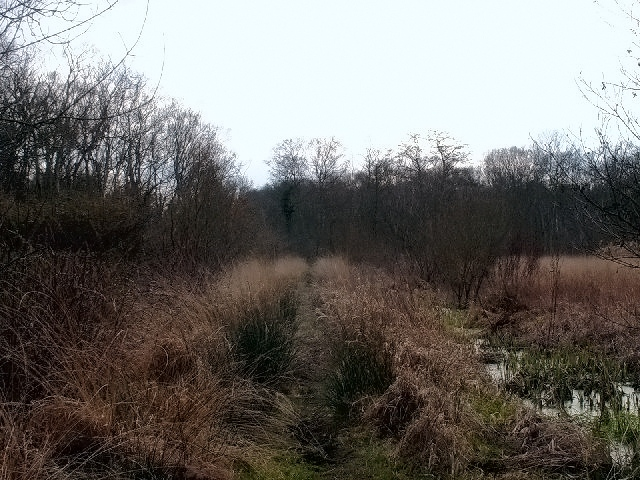
Abschnitt des Sweet Tracks

Der in den 1970er Jahren entdeckte Sweet Track ist ein neolithischer Holzsteg durch ein Sumpfgebiet in den Somerset Levels von Somerset in England. Er entstand laut dendrologischen Untersuchungen im Jahre 3807 oder 3806 v. Chr. Der Sweet Track war Teil eines Netzwerks von Wegen über sumpfigen Boden. Er verlief zwischen einer Insel in Westhay und einem Hügel in der Nähe des Flusses Bruce.
Der etwa 1,6 km lange Pfad wurde in den 1970er Jahren während einer Torfgewinnung von Ray Sweet (der dem Track den Namen gab) entdeckt. Viele Jahre galt er als ältester in Nordeuropa, bis im Jahr 2009 in Plumstead bei London der etwas ältere Belmarsh Trackway entdeckt wurde.

Sweet Track Rekonstructionen
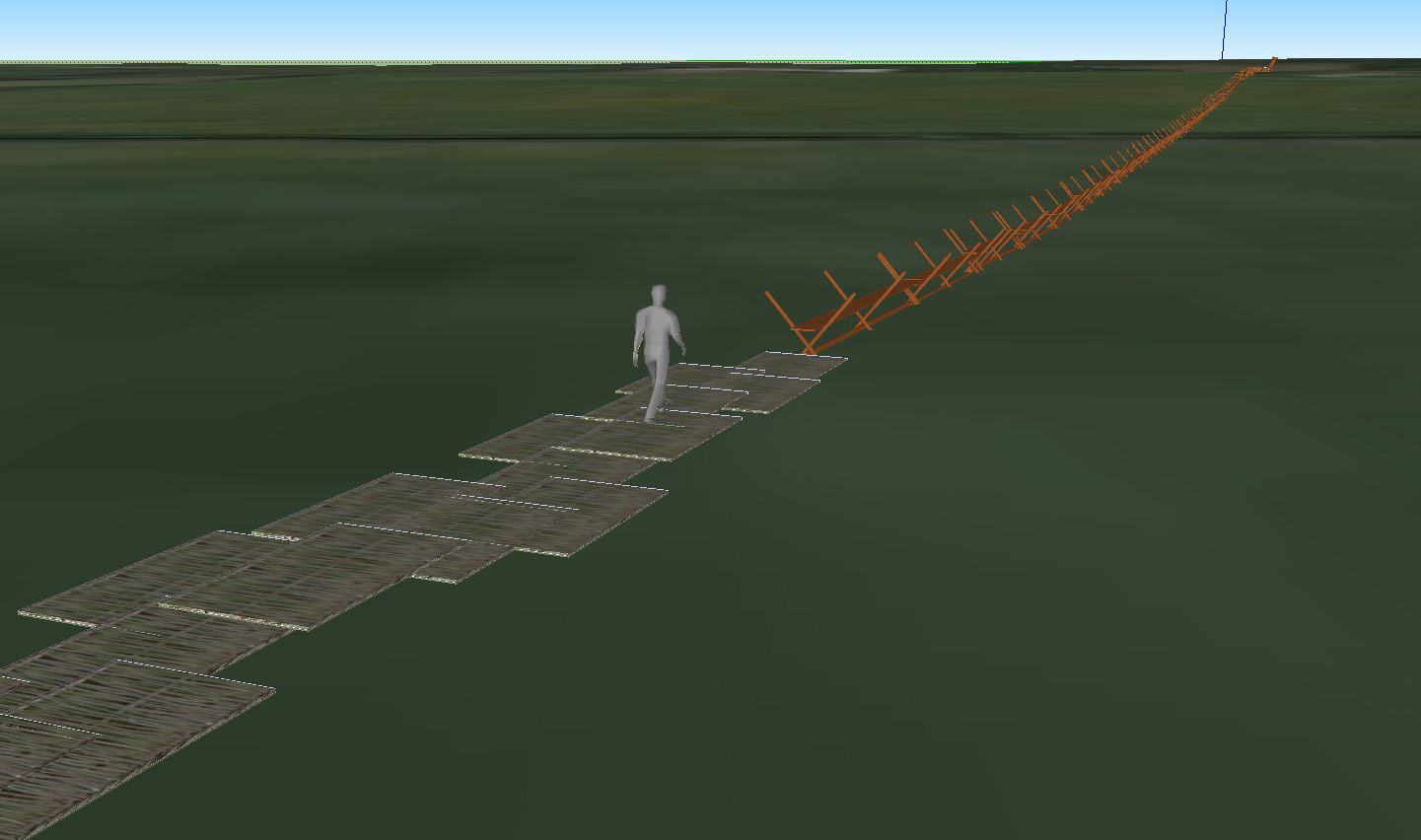
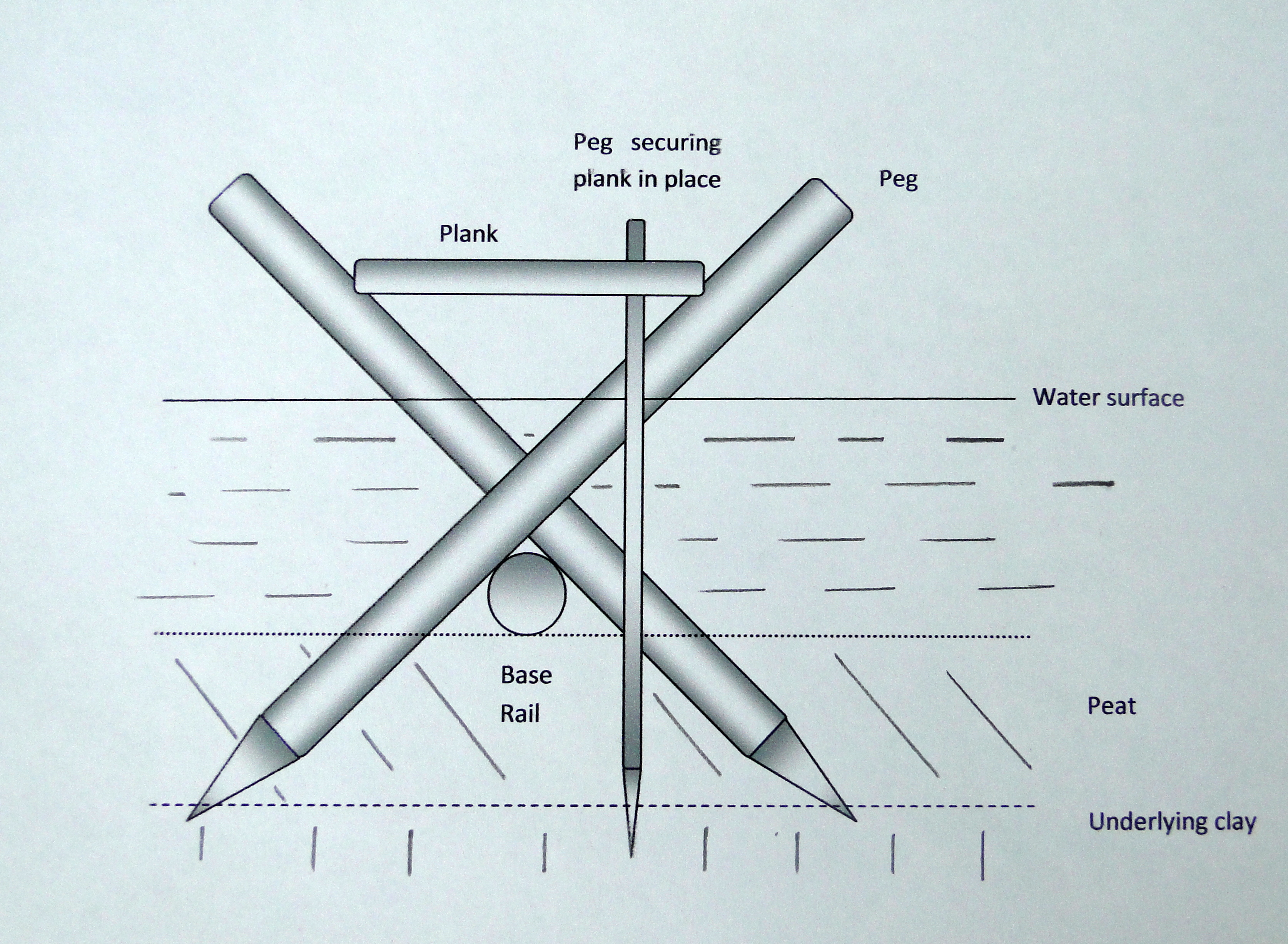
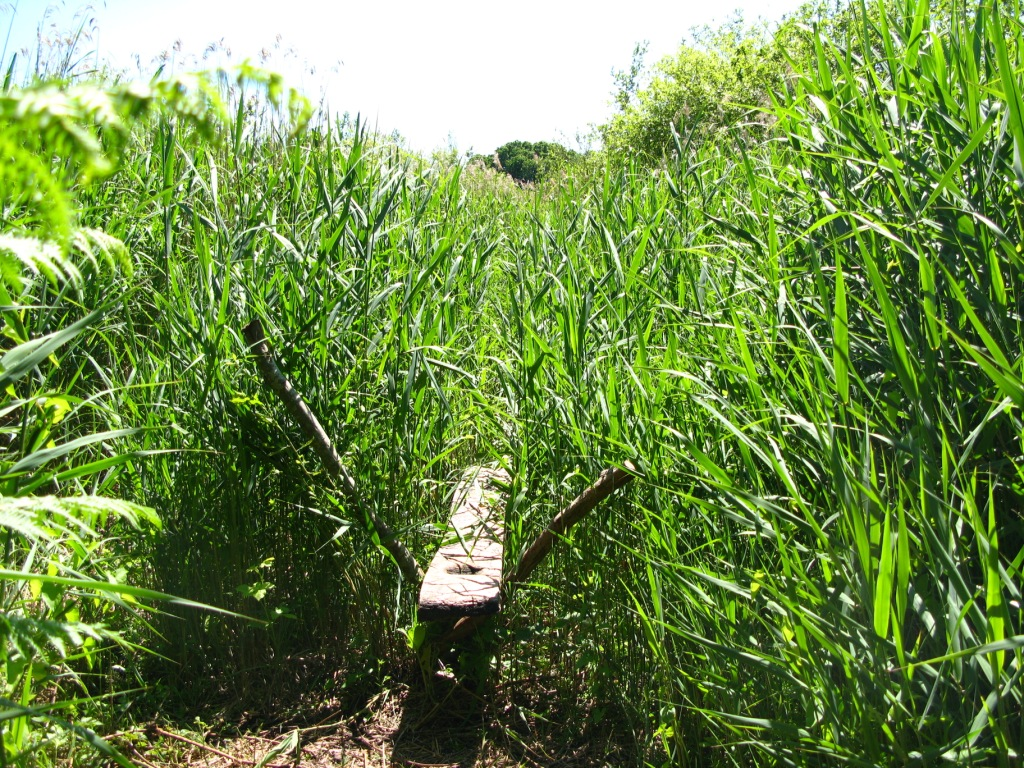

Die Somerset Levels sind ein Feucht- und Torfgebiet. Die Bedingungen solcher Gebiete können zur Konservierung von organischen Materialien führen. In den Levels wurden Holzartefakte und -strukturen sowie die gut erhaltenen Eisenzeitdörfer Glastonbury Lake Village und Meare Lake Villages gefunden. Die Strecke wurde von einer Gemeinschaft neolithischer Bauern gebaut. Mit Stein- und Feuersteinäxten wurden die Bäume für den Track gefällt. Der 30 Jahre früher entdeckte möglicherweise von 3838 v. Chr. stammende Post Track verlief etwa parallel zum Sweet Track.
Bryony Coles führte dort umfangreiche Ausgrabungen durch.